# NGC 1204
NGC 1204 ist eine aktive Linsenförmige Galaxie mit hoher Sternentstehungsrate vom Hubble-Typ S0/a im Sternbild Eridanus am Südsternhimmel. Sie ist schätzungsweise 204 Millionen Lichtjahre von der Milchstraße entfernt und hat einen Durchmesser von etwa 75.000 Lichtjahren.
Im selben Himmelsareal befinden sich u. a. die Galaxien NGC 1196, NGC 1200, IC 285, IC 287.
Das Objekt wurde am 26. Dezember 1886 vom US-amerikanischen Astronomen Francis Preserved Leavenworth entdeckt.